# Ruperto Bilbao
Ruperto José Bilbao Arriola (Río Grande, 16 de marzo de 1908- 6 de noviembre de 1976) fue un político argentino, que se desempeñó como gobernador del Territorio Nacional de la Tierra del Fuego, Antártida e Islas del Atlántico Sur entre 1963 y 1966, siendo el primer fueguino nacido y criado en la isla Grande de Tierra del Fuego en ejercer el cargo.

## Biografía
Nació en Río Grande en 1908, siendo uno de los primeros nacimientos registrados allí. Sus padres eran inmigrantes españoles.
Fue miembro de la Unión Cívica Radical. En su ciudad natal, integró la Comisión de Fomento y en 1963 fue elegido concejal en las primeras elecciones municipales del Territorio.
En noviembre de 1963, fue designado gobernador del Territorio Nacional de la Tierra del Fuego, Antártida e Islas del Atlántico Sur por el presidente Arturo Umberto Illia. Ocupó el cargo hasta el golpe de Estado de junio de 1966, siendo reemplazado por el capitán de navío Tirso Ranulfo Brizuela como gobernador de facto.
Durante su gestión, recibió del Gobierno Nacional una asignación de impuestos nacionales, se firmó un convenio con la Armada Argentina para la construcción del aeropuerto de Río Grande, y comenzó la construcción de los canales de televisión 11 de Ushuaia y 13 de Río Grande, inaugurados en 1967.